# جارود بانش
جارود بانش (بالإنجليزية: Jarrod Bunch)‏ هو لاعب كرة قدم أمريكية وممثل أمريكي، ولد في 9 أغسطس 1968 في أشتابولا في الولايات المتحدة.

## أعمال

### أفلام
- (2012) جانغو الحر[5]

## وصلات خارجية
- جارود بانش على موقع مرجع كرة القدم المحترفة.كوم (الإنجليزية)
- جارود بانش على موقع IMDb (الإنجليزية)
- جارود بانش على موقع ألو سيني (الفرنسية)
- جارود بانش على موقع أول موفي (الإنجليزية)
- جارود بانش على موقع قاعدة بيانات الفيلم (الإنجليزية)
- جارود بانش على موقع كينوبويسك (الروسية)